# No Roots
No Roots is een nummer van de Duits-Canadees-Britse zangeres Alice Merton uit 2017. Het is de eerste single van haar gelijknamige debuut-ep en van haar debuutalbum Mint.

## Achtergrond
De achtergrond van de liedtekst heeft te maken met de eigen afkomst van Merton. Ze werd geboren in Duitsland maar verhuisde al op jonge leeftijd met haar ouders naar Canada, om als tiener weer terug te keren naar Duitsland. Tegenwoordig woont ze in zowel het Verenigd Koninkrijk als Duitsland. Met al die wisselende woonplaatsen is het geen toeval dat ze zowel haar eerste ep als eerste single No Roots heeft genoemd. "Mij wordt vaak gevraagd waar ik me het meest thuis voel", vertelde Merton in een interview. Maar omdat ze nooit lang op dezelfde plek heeft gewoond, is dat voor haar een moeilijke vraag om te beantwoorden. "Op een gegeven werd ik daar wat ongelukkig van en besloot ik een liedje te schrijven waardoor ik me beter zou voelen." Dat liedje werd 'No Roots'. In het refrein geeft ze niet alleen antwoord op de vraag die haar zo vaak gesteld wordt, maar geeft ze ook aan dat ze er niet altijd bij is met haar hoofd. "Mensen die me goed kennen weten dan ik negentig procent van de tijd met mijn hoofd in de wolken loop, ik ben een echte dagdromer", aldus Merton. "No Roots" werd vooral in Europa een (grote) hit. In Duitsland bereikte het de 2e positie. In Nederland bereikte het nummer de 4e positie in de Tipparade, en in Vlaanderen kwam het een plekje lager in de Tipparade.